# Gevlochten haarlemmermeeraansluiting
Een gevlochten haarlemmermeeraansluiting (beter bekend als Diverging Diamond Interchange (DDI)) is een in Europa zeer zelden toegepaste vorm van een haarlemmermeeraansluiting, die gebruikt kan worden om een autosnelweg aan te sluiten op een lokale weg. Het vreemde aan deze vorm is dat het verkeer op de lokale weg aan de linkerkant moet rijden. Hierdoor kan eventueel verwarring ontstaan. Voordeel is wel dat de verkeerslichten op de kruisende plaatsen maar 2 standen hebben, in plaats van 4, zoals bij de haarlemmermeeraansluiting. Hierdoor blijven de verkeerslichten minder lang op rood staan. Verder kan men naar rechts rijden zonder te hoeven wachten voor een verkeerslicht.

## Voorbeelden

### Nederland
- De N206 in Leiden, bij de aansluiting met de A44 (afrit 8 Leiden). Deze situatie bestond vanaf eind mei 2019 tot half september 2021, als deel van de werkzaamheden voor de RijnlandRoute.[1][2]
- De Keizer Karelweg in Amstelveen, bij de aansluiting met de A9 (afrit 5 Amstelveen-stadshart. Deze situatie bestaat sinds 2 augustus 2021, en is een tijdelijke situatie in het kader van de verdieping van de A9. [3]

### België
- De N382 bij Waregem, bij de aansluiting met de E17. Deze situatie is in gebruik genomen in mei 2023, en is het enige permanente voorbeeld van een gevlochten haarlemmermeeraansluiting in de Benelux.

### Frankrijk
- nabij Rijsel (50° 32′ 41″ NB, 3° 3′ 21″ OL)
- nabij Versailles (48° 49′ 55″ NB, 2° 9′ 10″ OL)

### Buiten Europa
- in Springfield, Missouri, in gebruik genomen op 21 juni 2009 (37° 15′ 1″ NB, 93° 18′ 39″ WL).
- een tweede in Springfield, Missouri, in gebruik genomen op 12 juli 2010 (37° 8′ 32″ NB, 93° 16′ 40″ WL).
- een in American Fork, Utah, in gebruik genomen op 23 augustus 2010 (40° 22′ 35″ NB, 111° 49′ 7″ WL).
- een in St. Louis, Missouri, in gebruik genomen in oktober 2010 (38° 42′ 52″ NB, 90° 26′ 50″ WL).
- een in Alcoa, Tennessee, in gebruik genomen in november 2010 (35° 45′ 53″ NB, 83° 59′ 13″ WL).
- een in Kansas City, in gebruik genomen in september 2012 (38° 51′ 31″ NB, 94° 32′ 45″ WL).
- een in Abu Dhabi, Verenigde Arabische Emiraten, op de kruising van de E30 en 51st Street.

## Alternatieven
Enigszins vergelijkbaar is het gotische knooppunt, een nauwelijks voorkomende knooppuntsvorm voor kruisende snelwegen waarbij links gereden wordt.